# Alderson (Oklahoma)
Alderson – miejscowość w Stanach Zjednoczonych, w stanie Oklahoma, w hrabstwie Ottawa.